# O Lamento de Israel

"O Lamento de Israel" (Sérgio Lopes/Meira Lopes Editora) é o título de uma canção religiosa brasileira lançada como single pelo cantor e compositor, Sergio Lopes, em 1997 no Brasil.
Esta música foi traduzida e cantada em vários idiomas, em 1999, Sérgio Lopes lançou sua versão em língua inglesa e espanhola, adaptada pelo tradutor Nei Pomodoro Cabral, e em hebraico, traduzida e adaptada por Isabel Arcoverde (UFF-RJ) denominado Bney Ya’Akov.

## Composição
Música produzida em homenagem a Israel, como parte do CD O Sétimo produzido pela Line Records. Reflete sobre a comoção dos israelitas pela liberdade almejada na época do cativeiro da Babilônia.

## Desempenho
Em 1998, foi escolhida Música do Ano na edição do Troféu Talento, em Belo Horizonte (MG). Devido a homenagem, neste mesmo ano, a Embaixada Internacional Cristã de Jerusalém o convidou para representar o Brasil na II Festa dos Tabernáculos e também comemoração dos 50 anos de fundação de Israel, em junho no Canecão, Rio de Janeiro.
A música chegou a ser trilha sonora da novela O Rico e Lázaro, da RecordTV.
Em 2021, Israel sofreu ataques da Palestina. Em razão disso, Sérgio regravou a canção naquele ano.

## Videoclipe
Em fevereiro de 2018, o videoclipe oficial da música foi lançado no YouTube pelo cantor Magno Malta, após regravar a música no CD Samba Para Adorar. Com direção de Guto Franco e, filmagens na cidade de Israel.